# Come stai/Questa è la facciata B
Come stai/Questa è la facciata B è un singolo di Domenico Modugno pubblicato nel 1971.

## Tracce
Lato A
1. Come stai – 3:54 (testo: Riccardo Pazzaglia – musica: Domenico Modugno)

Lato B
1. Questa è la facciata "B" – 3:00 (Domenico Modugno)

## I brani
Come stai
La prima canzone parla di un uomo che reincontra la sua donna dopo tanti anni, perché lei gli aveva fatto un grande dispetto: «era partita per un viaggio dal quale non si ritorna più, ma io la aspetto ancora perché sono sicuro che tornerà, e quando arriverà io le dirò semplicemente, Come stai».
Fu eseguita anche dal vivo nel 1977 nell'album Dal vivo alla Bussoladomani.
La prima canzone è stata ristampata in CD e inclusa nell'antologia Tutto Modugno.
Questa è la facciata B
La seconda canzone è una sorta di jam session con una base strumentale beat e con la dirompente autoronia e versatilità musicale di Modugno, che ogni tanto parla ai musicisti, prima restio per la creativa interruzione delle prove poi avvinto dal ritmo, fino ad enunciare agli ascoltatori: «Dunque ragazzi, dato che voi la facciata B del disco di Sanremo non la ascoltate, io la canzone non l'ho fatta.».
Il brano non è mai stato ripubblicato.